# シェーン・テイラー
シェーン・テイラー（Shane Taylor, 1974年3月13日）は、イングランド・ケント州ドーバー出身の俳優。ダークグレーの髪とダークグリーンの瞳が特徴。

## 略歴
ロンドンのウェバー・ダグラス演劇芸術アカデミーに入学し、同学校にてCameron Mackinosh Scholarship Award 賞を受賞する。卒業後、演劇やテレビ、映画などで幅広く活躍中。その後、俳優の仲間同士でプロダクション会社「Large Beast」を設立し、活動を行っている。
ドラマ『バンド・オブ・ブラザース』の第6話『衛生兵』（製作：2001年、監督：デヴィッド・リーランド）で主役のユージン・ロウ役を演じた。
2001年7月7日、結婚。

## 主な出演作品

### 映画
- P.O.V. (1999)
- Room to Rent (2000)
- ウォーキング・ウィズ・エネミー ナチスになりすました男 Walking with the enemy (2018)
- ハンターキラー 潜航せよ Hunter Killer (2018)

### ドラマ
- あなたのために Where the Heart Is (1997)
- Dangerfield (1999)
- All Along The Watchtower (1999)
- バンド・オブ・ブラザース Band of Brothers (2001)